# 新华街道 (沈阳市)
新华街道，是中华人民共和国辽宁省沈阳市和平区下辖的一个乡镇级行政单位。

## 行政区划
新华街道下辖以下地区：
丰泽社区、南十社区、临沂路社区、华光社区、红星社区、中兴社区、新华西社区、平安社区、宜春社区和砂阳北社区。